# Реймонд, Пол
Пол Ма́ртин Ре́ймонд (англ. Paul Martin Raymond; 16 ноября 1945, Сент-Олбанс, Хартфордшир, Великобритания — 13 апреля 2019) — британский гитарист и клавишник, известный по игре в группе UFO.

## Биография
Свою музыкальную карьеру Реймонд начал в середине 60-х годов, как джазовый пианист, играя вместе с разными музыкантами в многочисленных клубах. Некоторое время Реймонд играет с Дейвом Грином, а затем присоединяется к группе Ian Bird Quintet, в который играли такие музыканты, как Тони Ривз и Джон Хайсман. Группа дает концерты в собственном клубе. В конце 60-х годов, уже после ухода Реймонда, Ian Bird Quintet трансформировались в Colosseum. Все эти годы Реймонд не занимается музыкой всерьёз, он играет только вечерами, а днем подрабатывает в парикмахерской.
В конце 60-х Пол решил полностью посвятить себя музыке. Первой профессиональной группой Реймонда становится Plastic Penny. Кроме игры на гитаре и клавишах он является одним из основных композиторов и авторов текстов. Группа просуществовала около года и выпустила два альбома. Единственным успехом группы стала кавер-версия песни «Everything I Am» группы The Box Tops. Сингл с этой песней занял 6 место в британском чарте.
Следующей группой Реймонда стала группа Chicken Shack, в которой он заменил Кристин Макви. С Chicken Shack Реймонд записал два альбома, 100 Ton Chicken и Accept, которые однако не имели успеха в чартах.
После Chicken Shack Реймонд перебирается в Savoy Brown, с которыми он выступает с 1971 по 1976 год. За эти годы Savoy Brown записали 6 альбомов, и этот период является одним из самых успешных в истории группы. Альбомы неизменно попадают в Billboard 200, а пластинка 1972 года Hellbound Train является наивысшим достижением в американском чарте, заняв 34 место.
В 1976 году в городе Сагино, штат Мичиган, Savoy Brown выступают вместе с UFO. На концерте Реймонд встретил Пита Уэя, который предложил ему присоединится к группе. Несмотря на то, что в UFO играл клавишник Дэнни Пейронел, им был необходим музыкант, играющий также на гитаре. После окончания гастролей Реймонд вернулся в Лондон, где прошёл прослушивание и стал официальным участником UFO. Записанные с ним студийные альбомы Lights Out, Obsession и двойной концертный альбом Strangers in the Night считаются лучшими альбомами UFO.
В 1978 году гитарист UFO Михаэль Шенкер покидает группу и на его место приходит Пол Чэпмен. Реймонд не считал Чэпмена достойной заменой и предлагал менеджеру группы Уилфу Райту найти кого-нибудь получше. Он был ещё больше разочарован, когда узнал о том, что Эдди ван Хален хотел прийти на замену Шенкеру, однако отказался от этой затеи, посчитав себя недостаточно хорошим. Записанный в обновленном составе альбом No Place to Run получился более мягким по звучанию, по сравнению с предыдущими дисками коллектива и недовольный сменой музыкального направления Реймонд ушёл из группы.
Пол присоединяется к Michael Schenker Group и записывает с ними два альбома: MSG и концертный One Night at Budokan. Но в конце 1981 года он уходит из группы, потому что из-за длительных гастролей редко видится с семьей. После Michael Schenker Group Реймонд работает с Терри Ридом, а потом присоединяется к группе Пита Уэя Waysted, с которой записывает альбом Vices.
В 1984 году Фил Могг возрождает UFO, которые распались в 1983, и предлагает Реймонду место в группе. Таким образом он возвращается в UFO и участвует в записи альбома Misdemeanor, вышедшего в 1985 году. 19 июля 1986 года посреди тура по северной Америке, всего за несколько часов до концерта в Финиксе, Реймонд уходит из UFO. Он объясняет свой поступок проблемами с алкоголем и отсутствием взаимопонимания с остальными участниками коллектива.
После расставания с UFO Реймонд живёт в Японии, где создает свой собственный музыкальный проект The Paul Raymond Project и выпускает в 1989 году альбом Under the Rising Sun. В 1993 Фил Могг и Михаэль Шенкер решили возродить классический состав UFO конца 70-х и предложили Реймонду присоединится к группе. Таким образом Пол уже в третий раз оказался в UFO. Результатом работы музыкантов стал диск Walk on Water. Однако Реймонд не смог принять полноценного участия записи альбома, из-за болезни и смерти своего отца. В октябре 1995 Михаэль Шенкер неожиданно уходит из группы прямо во время гастролей в поддержку альбома. Из-за юридических причин остальные музыканты не могут продолжать выступления под названием UFO и группа временно распадается.
В 1997-м Реймонд в рамках проекта The Paul Raymond Project выпускает второй альбом Raw Material. В этом же году Шенкер возвращается в UFO и группа вновь продолжает выступления, но ненадолго, так как уже в апреле 1998 он вновь уходит из UFO, причём в этот раз прямо во время концерта. Реймонд называет поступок Шенкера непростительным и непрофессиональным, и считает, что он нанес большой ущерб репутации группы. Также он отказывается выступать вместе с Шенкером в будущем.
В 1999-м Реймонд участвует в записи альбома Chocolate Box проекта Mogg/Way. В этом же и следующем году выходят ещё два альбома The Paul Raymond Project: Man on a Mission и Worlds Apart. В начале 2003 года Шенкер уходит из UFO и отказывается от юридических прав на название, поэтому в июне того же года Реймонд вновь возвращается в UFO, с которыми (периодически уделяя время собственному проекту) работал до самой смерти 13 апреля 2019 года от сердечного приступа. О его смерти сообщила гражданская жена музыканта Сандра в своем фейсбуке, а затем появилось подтверждение и на странице коллектива.

## Дискография

### Plastic Penny
- Two Sides of a Penny (1968)
- Currence (1969)

### Chicken Shack
- 100 Ton Chicken (1969)
- Accept (1970)

### Savoy Brown
- Street Corner Talking (1971)
- Hellbound Train (1972)
- Lion’s Share (1973)
- Jack the Toad (1973)
- Wire Fire (1975)
- Skin and Bone (1976)

### UFO
- Lights Out (1977)
- Obsession (1978)
- Strangers in the Night (1979)
- No Place to Run (1980)
- Misdemeanor (1985)
- Walk on Water (1995)
- You Are Here (2004)
- Showtime (2005)
- The Monkey Puzzle (2006)
- The Visitor (2009)
- Seven Deadly (2012)

### Michael Schenker Group
- MSG (1981)
- One Night at Budokan (1982)

### Waysted
- Vices (1983)

### Mogg/Way
- Chocolate Box (1999)

### The Paul Raymond Project
- Under the Rising Sun (1989)
- Raw Material (1997)
- Man on a Mission (1999)
- Worlds Apart (2000)
- Virtual Insanity (2008)
- Terms & Conditions Apply (2013)

### Paul Raymond
- Secret Life (2005)